# Сент-Магнус
Сент-Магнус (англ. St Magnus Bay) — залив в северо-восточной части Атлантического океана, врезан в западный берег острова Мейнленд в архипелаге Шетландских островов, Шотландия.

## Этимология
Назван возможно в честь святого Магнуса Оркнейского.

## География

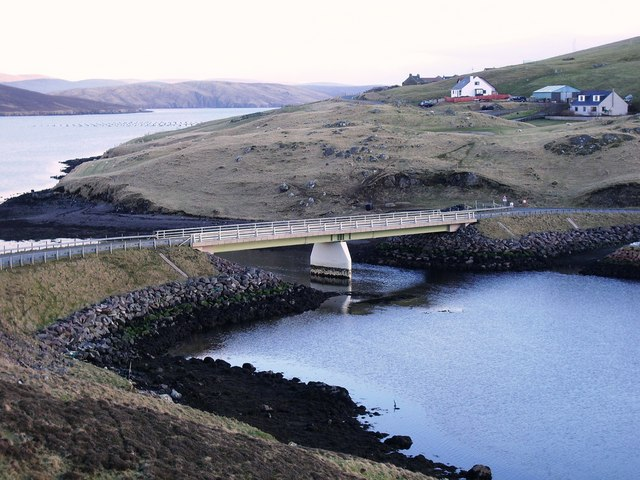
Новый мост между островами Макл-Ро и Мейнленд.

В заливе находятся крупные острова Вементри, Линга, Макл-Ро, Папа-Литтл, Папа-Стур и множество других более мелких. Острова отделены друг от друга и от острова Мейнленд проливами: Ро-Саунд, Саунд-оф-Папа, Суорбэкс-Минн и другими.

## Население

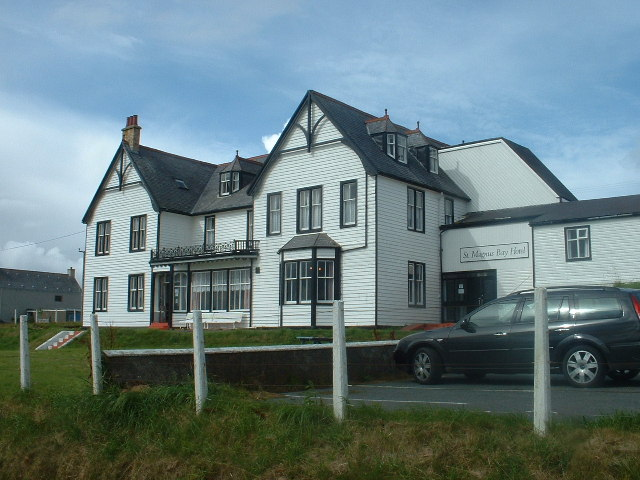
Гостиница «St Magnus Bay Hotel».

Постоянное население присутствует на островах Макл-Ро и Папа-Стур, 104 и 23 человека соответственно. На берегах залива расположены деревни Брей, Сэнднесс, Сэндстинг, Уэст-Барраферт, Хиллсуик и другие.

## Экономика

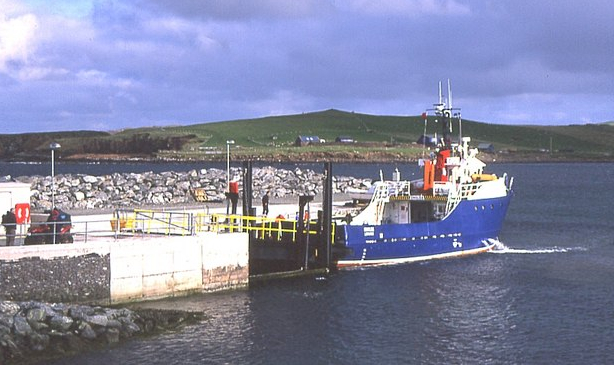
Паромная переправа на острове Папа-Стур.

Паромное сообщение между деревней Уэст-Берраферт на острове Мейнленд и островом Папа-Стур. Острова Макл-Ро и Мейнленд через пролив Ро-Саунд соединены мостом.
Гостиница в деревне Хиллсуик названа «St Magnus Bay Hotel».